# Rhaebo atelopoides
Andinophryne atelopoides és una espècie d'amfibi que viu a Colòmbia.